# Корольки (Соль-Ілецький міський округ)
Корольки́ (рос. Корольки) — хутір у складі Соль-Ілецького міського округу Оренбурзької області, Росія.

## Населення
Населення — 7 осіб (2010; 25 у 2002).
Національний склад (станом на 2002 рік):
- росіяни — 92 %